# Friedrich Leopold Devens
Friedrich Leopold Devens (* 11. März 1831 auf Haus Welheim; †  22. September 1894 in Trier) war ein preußischer Beamter sowie Mitglied des Reichstags des Norddeutschen Bundes und des Zollparlaments.

## Leben
Seine Eltern waren der Landrat Friedrich Carl Devens (1772–1849) und Franziska Gertrud Antonette geb. Billmann (1796–1863). Devens besuchte das Friedrich-Wilhelm-Gymnasium zu Köln gemeinsam mit seinem Bruder Prosper Caspar Leonard Devens. Er begann an der Georg-August-Universität Rechtswissenschaft zu studieren und wurde 1850 Mitglied des kurzzeitig bestehenden Corps Saxo-Borussia Göttingen. Er wechselte an die Ruprecht-Karls-Universität Heidelberg und die Friedrich-Wilhelms-Universität zu Berlin. Ab 14. November 1853 war er Auskultator bei den Kreisgerichten in Breslau und Minden sowie ab 22. Januar 1856 Referendar bei der Regierung in Köln und der Regierung in Potsdam. Am 17. Juni 1859 legte er die Prüfung als Regierungsassessor für den höheren Verwaltungsdienst ab. Seit 19. Juni 1859 war er Landrat des Kreises Essen. Er wohnte auf seinem Besitz, dem ehemaligen Rittersitz Haus Berge bei Borbeck. Ab 1868 war er Polizeipräsident in Köln.
Vom 4. Oktober 1867 bis 1871 war Friedrich Leopold Devens Mitglied des Reichstags des Norddeutschen Bundes für den Wahlkreis Düsseldorf 5 (Essen) und die Freie Konservative Vereinigung. In dieser Eigenschaft gehörte er seit 1868 auch dem Zollparlament an. Infolge des Kulturkampfes 1875 wurde er als Polizeipräsident nach Königsberg i. Pr. versetzt. Ab 5. Januar 1885 kam er als Oberregierungsrat zur Regierung nach Trier zurück. Am 18. Januar 1887 wurde er Dirigent der Finanzabteilung. Er starb mit 63 Jahren im Amt.

## Ehrungen
Die Stadt Essen benannte die Devens-Straße nach ihm.

## Familie
Er vermählte sich am 6. September 1862 in Köln mit Maria Johanna Viktoria Bürgers (1841–1913). Aus der Ehe gingen zwei Kinder hervor:
- Alfried Devens, geboren 13. Nov 1862
- Wilhelmine Devens, geboren 28. August 1868, vermählt 1888 mit Ignatz Joseph Ludwig Renvers geb. 17. Juli 1855, Landrath des Kreises Saarlouis